# 包贝尔婚礼闹伴娘事件
包贝尔婚礼闹伴娘事件，发生于2016年3月30日的印尼巴厘岛。婚礼过程中闹伴娘的视频在网络上曝光后，引发舆论争议。新浪网的调查显示七成网友反感包贝尔和四位伴郎闹伴娘的行为。

## 背景
2014年，中國演員包贝尔与妻子包文婧领证结婚，2015年3月30日生下女儿。两人于女儿周岁生日在印尼巴厘岛补办婚礼。证婚人徐峥、主婚人王长田、主持人方龄。伴郎韩庚、王祖蓝、杜海涛、李璨琛、曾一竣，伴娘柳岩、张歆艺、王鸥、贾玲、莫小棋。其中柳岩与包贝尔为同属光线传媒的艺人，王长田是光线传媒总裁。在婚礼上，王长田爆料，包贝尔将导演、主演电影版《鹿鼎记》。

## 视频内容
新浪网报道的版本：包贝尔、王祖蓝、韩庚、杜海涛和曾一竣五人将柳岩推搡在地，再抓住四肢、抬起，要将她扔下水池。期间，柳岩惊声尖叫，四周人群无回应，直至伴娘贾玲出面阻止，但五人仍要扔柳岩下水。贾玲坐于池边并拿出红包，柳岩则抱住贾玲腰部。

## 后续
视频曝光后，31日凌晨，方龄微博疑似回应：“小误解挡不住大快乐。”下午，杜海涛微博疑似回应“骂人”，随后秒删。事件主角柳岩表示暂不回应。而同一日，数家媒体报道中，将柳岩抱住贾玲腰部求救的现场照片描绘为“伴娘贾玲坐‘压’柳岩”。
4月1日，柳岩在微博发视频道歉：“婚礼是应该被祝福的，我很抱歉！”并表示自己在闹伴娘事件受至惊吓。当天深夜，包贝尔发微博道歉，并说明设计闹新娘环节是因撕名牌环节的衣服被海关扣留。随及被网友指出“撒谎”，展示现场宾客视频截图，显示宾客穿着带名牌的衣服，随后，该内容被删除。。
至3日，闹伴娘的四位伴郎均未正式出面表态。韩庚过往恶劣事迹则被网友扒出。一是2002年偷卖大学同学的电脑，二是曾在音像店偷磁带，三是在同学杯中放尿。3日21点，韩庚在新浪微博就婚礼的事、“少年时做过的错事”致歉，但未提及闹伴娘或柳岩。由此，微博话题#韩庚回应偷电脑#形成热点。共青团中央官方微博在22点转发表示支持。